# NGC 911
NGC 911 este o galaxie eliptică situată în constelația Andromeda. A fost descoperită în 30 octombrie 1878 de către Édouard Stephan⁠(d). Se află la o distanță de 79,07 de megaparseci de Pământ.